# Franz Kegeljan

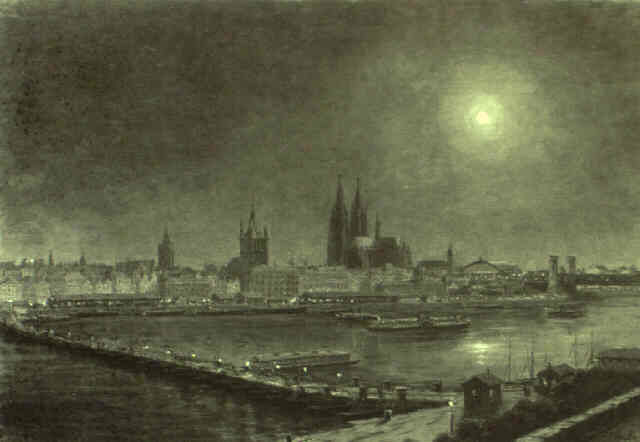
De Rijn bij Keulen

Franz Kegeljan (Namen, 1847 - Profondeville, 1921) was een Belgisch kunstschilder, tekenaar en graveur van pasteltekeningen met een harmonieus coloriet.
Kegeljan was een astmalijder en moest in zijn jeugd regelmatig een kuur volgen, in België maar ook in Duitsland, Frankrijk en Italië. In die periode ontwikkelde zich zijn passie voor de kunst. Hij maakte van de gelegenheid gebruik om musea te bezoeken en om historische of oude stadscentra weer te geven in tekeningen en schilderijen.
Hij huwde in 1868 Louise Godin, die, zoals hijzelf, uit een gegoed gezin kwam. Dit stelde hem in staat als rentenier te leven en zich volledig toe te leggen op zijn schilderkunst. Als lid van de Société archéologique kreeg hij een nieuwe passie: het vastleggen in tekeningen en schilderijen van de geschiedenis van Namen en omgeving. Hij realiseerde een reeks werken onder de noemer Namur à travers les âges bedoeld om de herinnering aan het verleden van de veranderende stad tot in de kleinste details te vereeuwigen Hij schonk in 1900 aan het gemeentebestuur van Namen twintig schilderijen die de geschiedenis illustreerden van Namen vanaf de prehistorie tot de achttiende eeuw. Hierbij maakte hij ook gebruik van veel tekeningen die de ontwikkelingsfasen van Namen uit vroegere tijden illustreerden. Hij steunde hierbij op historische studies door de leden van de Société archéologique van Namen.  Al deze schilderijen werden echter vernietigd door brand in augustus 1914 bij het uitbreken van de Eerste Wereldoorlog. Steunend op zijn nota's en schetsen, zet Kegeljan zich opnieuw aan het werk en schilderde deze werken opnieuw en voegde er nog een groot aantal aan toe. Het stadsbestuur van Namen bezit nu nog meer dan honderd werken van hem, waarvan een groot aantal historische schilderijen.
In maart 1889 en in december 1893 had hij individuele tentoonstellingen in de Cercle Artistique et Littéraire in Brussel. Hij kreeg uiteindelijk nog een overzichtstentoonstelling in de Galerie du Beffroi in Namen van 12 juli tot 2 september 2007.
Zijn echtgenote Louise Godin stichtte in 1889 het hospice Kegeljan ter nagedachtenis van een vroeg overleden zoontje Fernand.  In 2005 nam de Waalse groene partij Ecolo het initiatief om het gebouw met een park van 1,2 ha een nieuwe bestemming te geven: het Espace Kegeljan. 
Men kan collecties van zijn werken aantreffen in :
- Koninklijke Musea voor Kunst en Geschiedenis (KMKG) (Brussel)
- Provincie Namen (Namen)
- Stad (Namen)

Zijn olieverfschilderij op doek De Ponte Vecchio te Firenze werd in april 2008 geveild ovoor € 3.400 in het Hôtel de Ventes Horta te Brussel.